# Casalbuttano ed Uniti
Casalbuttano ist eine Gemeinde mit 3727 Einwohnern (Stand 31. Dezember 2023) in der Provinz Cremona in der italienischen Region Lombardei.

## Ortsteile
Auf dem Gemeindegebiet liegen neben dem Hauptort Casalbuttano die Fraktion Polengo, sowie der Wohnplatz Casale Belvedere.

## Persönlichkeiten
- Stefano Jacini (1826–1891), Politiker und Ökonom